# Türi (comune rurale)
Türi è un comune rurale dell'Estonia centrale, nella contea di Järvamaa. Il centro amministrativo è l'omonima città (in estone linn).
Nel 2005 il comune ha inglobato il comune urbano di Türi e i comuni rurali di Oisu e Kabala.
Nel 2017, in seguito alla riforma amministrativa, ha inglobato i comuni di Väätsa e di Käru (nella contea di Raplamaa).

## Località
Oltre al capoluogo, il comune comprende due borghi (in estone alevik), Oisu e Särevere, e 35 località (in estone küla):
Arkma, Jändja, Kabala, Kahala, Karjaküla, Kirna, Kolu, Kurla, Kärevere, Laupa, Lokuta, Meossaare, Metsaküla, Mäeküla, Näsuvere, Ollepa, Pala, Pibari, Poaka, Põikva, Rassi, Raukla, Retla, Rikassaare, Saareotsa, Sagevere, Taikse, Tori, Tännassilma, Türi-Alliku, Vilita, Villevere, Väljaotsa, Äiamaa, Änari.